# Arossia
Arossia é um género de cracas pertencentes à família Balanidae.
As espécies desse género podem ser encontradas na América do Norte e Central.
Espécies:
- Arossia ashleyensis (Zullo, 1986)
- Arossia aurae Zullo, 1992
- Arossia bohaska Kline, 1997
- Arossia cummembrana Kline, 1997
- Arossia eyerdami (Henry, 1960)
- Arossia glyptopoma (Pilsbry, 1916)
- Arossia henryae (Newman, 1982)
- Arossia newmani Zullo, 1992
- Arossia panamensis (Rogers, 1948)
- Arossia rubra Zullo, 1992
- Arossia sendaica (Hatai, Masuda & Noda, 1976)